# هونفلد ۶۸۳۴
سیارک ۶۸۳۴ (به انگلیسی: 6834 Hunfeld، نامگذاری:1993JH) شش هزار و هشتصد و سی و چهارمین سیارک کشف شده‌است که در ۱۱ مه ۱۹۹۳ کشف شد.